# فزونی استرآبادی
میر محمد هاشم بیگ فزونی استرآبادی نویسنده فارسی‌زبان در سدۀ یازدهم قمری بود. او بخشی از زندگی خود را مشغول مسافرت در سرزمین‌های هند، ایران و عرب بود و سرانجام دیده‌ها و شنیده‌هایش را در قالب کتابی به نام بُحیره گردآوری کرده‌است که در دو بخش تاریخ‌نگاری و عجایب‌نگاری در فصل‌های گوناگون نوشته شده‌است.